# Marín Civera
Marín Civera Martínez (Valencia, 15 de abril de 1900-México, 23 de mayo de 1975), fue un anarcosindicalista español. Miembro de la Confederación Nacional del Trabajo, colaboró en las revistas Estudios y Orto, a la que dirigió. Próximo a la figura de Ángel Pestaña, participó en el Partido Sindicalista fundado por este y fue autor de títulos como El sindicalismo: historia, filosofía, economía, Presencia del hombre y Rebelión del hombre. Falleció en el exilio.

## Biografía
Nacido el 15 de abril de 1900  en una familia de clase media de Valencia estudió contabilidad y entró a trabajar en una consignataria de madera del barrio de El Grau. En 1919 se afilió a la Confederación Nacional del Trabajo y acudió al Congreso Nacional del sindicato en Madrid como delegado del Sindicato Único de Trabajadores del Comercio de Valencia, que defendió la propuesta de creación de sindicatos de profesionales liberales, con el fin de ensanchar el espacio del sindicato y dar cabida a intelectuales y a profesionales liberales.
El 20 de enero de 1925 entró a formar parte de la masonería, en la logia Patria Nueva, perteneciente al Gran Oriente Español. Permaneció hasta ya entrada la guerra civil española, posiblemente hasta 1937.
En 1930 comenzó su labor de editor con los Cuadernos de Cultura, una publicación quincenal que también dirigía, y que se distribuía con las revistas anarquistas Estudios primero y con Orto después, a esta última la dirigió. Estos cuadernos —que continuarían publicándose hasta 1933— trataron multitud de temas, desde economía hasta sociología, pasando por la filosofía. Pero además, dieron cabida a autores marxistas, socialistas, republicanos y liberales antimonárquicos, con la voluntad de formar a la clase obrera y señalando su evolución ideológica posterior, con el alejamiento de la ortodoxia anarquista.
En 1931 publica su obra El sindicalismo. Historia, filosofía, economía, de la que se vendieron más de diez mil copias y gracias a la cual aumentó su reconocimiento dentro del mundo del sindicalismo anarquista. Entre 1932 y 1934 dirigió la revista mensual valenciana "Orto", donde publicaron artículos Andreu Nin, Josep Renau, Ángel Pestaña, Valeriano Orobón , Émile Armand, etc. En 1933 obtuvo una plaza de funcionario en el Instituto del Vino de Madrid. Sólo un año después tomó parte en la constitución del Partido Sindicalista de Ángel Pestaña. Pronto se convirtió en uno de los ideólogos de referencia del partido y comenzó a colaborar en su órgano de expresión, El Sindicalista.
En 1936 regresó a Valencia, donde continúa su militancia en el Partido Sindicalista. En verano, ya en plena Guerra Civil, se hizo cargo de la dirección del diario El Pueblo, antiguo diario blasquista, confiscado y editado por los obreros, que llevó como subtítulo Diario del Partido Sindicalista. Un año después, en 1937, fue miembro fundador de la Sección de Estudios Económicos del Instituto de Estudios Valencianos, que había creado el consejero Francesc Bosch Morata y que dirigía Rafael Font de Mora.
El 28 de noviembre de 1937 se trasladó a Barcelona y sustituyó a Ángel Pestaña al frente de la dirección del periódico Mañana, órgano de expresión de la Federación Catalana del Partido Sindicalista. Pocos días después, el 11 de diciembre, murió Pestaña y asumió la presidencia del partido.
Al finalizar la Guerra Civil cruzó los Pirineos y fue internado en el campo de concentración de Argelers. Estuvo algunos meses hasta que consiguió un visado para ir a México. El 8 de septiembre de 1942 embarcó en Marsella en el Maréchal Lyautey rumbo a Casablanca, haciendo escala en Orán. Y desde Casablanca a bordo del Nyassa arribó a Veracruz el 16 de octubre.
Se instaló en México DF desde donde continuó su labor de editor, trabajando como gerente de la editorial Uteha, con Estanislao Ruiz Ponseti y el exmiembro del Partido Sindicalista Agustí Cabruja Auguet. Durante todo el exilio colaboró con la Casa Regional Valenciana y en publicaciones como Levante y Mediterráneo, de la que fue director, así como con Nuestra Revista, Cuadernos del Exilio, La Humanidad, CNT, Espoir, Horizontes...
Falleció el 23 de mayo de 1975 en México, exiliado.

## Obras
Entre sus publicaciones destacan La política del porvenir (1928), Sindicalismo (1930), La formación de la economía política (1930), El marxismo. Origen, desarrollo y transformación (1930), El sindicalismo. Historia, filosofía, economía (1931), Socialismo (1931), El sindicalismo y la economía actual (1936), España contra el fascismo. La guerra civil desde el punto de vista internacional (1936), La sensibilidad en el mundo (1938), Rebelión del hombre (1948, Presencia del hombre (1957), La industrialización del espíritu: evolucion de las doctrinas sociales de vanguardia (1962) y El sindicalismo. Origen y doctrina (1963).